# 馬來西亞上議院
上议院是马来西亚国会的上院，馬來西亞國會上下兩院組成，上議院共有70名上議員，其中的26名上議員是由13州的州議會間接選舉產生，另外的44名上議員則由联邦政府向最高元首推荐任命。上議院負責審查已在下議院通過的立法法案，當兩院一致通過一項法案後，才能送交最高元首御准，但是，如果上議院拒絕通過該法案的話，它只能拖延該法案最長一年的時間，之後仍然必須送交給最高元首。
最高元首有权在法案第一次呈上后驳回给上议院，但如果同样的议案被第二次提呈给最高元首之后，最高元首依然有权利不批准，但已没有权利将议案再驳回给上议院或下议院，而且该议案将会依据宪法规定，无论最高元首是否御準也好该议案将在提呈给最高元首的30天之后自动生效。

## 成員
上院成員称为“上議員”（Ahli Dewan Negara），在馬來語中就如同英語中的“參議員”（Senators），任期一共三年，不論任期有無連續均只能連任一次。
其中13州州议会分別選出兩位上議員，最高元首從聯邦直轄區委任上議員，吉隆坡兩位、納閩以及布城各一位，這些聯邦直轄區上議員均由馬來西亞首相建議提請元首任命。
其他40位上議員不論他們出身於哪個州，均由首相建議並且元首任命，聯邦任命的上議員之條件必須在公共服務，或專業領域如農業、工業、商業、文化活動、社會服務或少數民族的代表，或著保護半島原住民利益的代表。
在馬來西亞憲法原有的組織架構中，最初赋予最高元首最多僅能任命16位上議員（因此這些上議員必須是少數），這個設計是為了讓各州在聯邦政策可以有更多的話語權，然而之後国阵政府以其国会三份之二绝对优势多次修宪大幅增加联邦政府委任的上议员数量。对此，聯邦法院的前首席大法官穆罕默德·薩菲·穆罕默德·哈希姆认为：作為一個聯邦機構，這樣作是違反憲政精神的；上議院的建立原是為了保護聯邦體制，然而聯邦政府此举却侵犯了各州的利益。
在資格方面，上議員必須是30岁以上的馬來西亞聯邦公民，且不能夠效忠其他國家（意即不得取得雙重國籍），並且沒有判處過一年以上的徒刑，且必須沒有過被科處兩千以上的罰金，此外，上议员不能兼任其它营利性职务。
憲法示意國會可允許每個州增加至三個上議員，也可減少官方委任的上議員，甚至可以完全取消官委上議員。另外上議員委任程序也写在馬來西亞憲法第45條，憲法示意26位從各州選出的上議員可以採用直接選舉，這個條款本身是不具强制性的，需另行通過立法才賦予效力的，但截至2018年为止，上議員仍然通过間接選舉方式产生。
上議员的任期不受下議院選舉影響，即使下議院解散，上議員的任期依舊持续。
上議院主席一般是由上議員相互推選产生，其職責在於确保議會可以依常規運作，并在《议会常规》出现分歧时进行釋义，如果主席缺席必須由副主席暫代職權。这种运作直到2020年马来西亚政治危机期间出现破例，上议院主席莱士雅丁与副主席莫哈末阿里由身为国会下议员国盟首相慕尤丁提名出任。时任上议院主席莱士雅丁根据议会常规解释，不论是首相或部长，都有资格提名上议院正副主席人选。新一届的上议院主席旺朱乃迪与副主席诺嘉兹兰也经由身为国会下议员希盟首相安华提名出任。

## 權力與議事程序
上議院可以發起立法，但不包括与金融及財政相关的法案（這個習慣继承自西敏制），同時也可以修改法律，条件是不能涉及财政事务。所有立法草案都必须先在下議院通過，再由上議院進行三讀表决：一讀是由提案人在會議中提出法案，二讀进行辩论，三讀針對法案通過與否投票表決，上議院不得正式否決法案，但是允許過程延宕一個月甚至在某些狀況可達一年，在草案的通過之後，交由最高元首御准，若元首在30天之中沒有通過，法案將退還國會並提出修正建議，法案必須由兩院重新通過，然后再次提呈给最高元首，如果元首依舊在30天後沒批准，法案將自動成为法律。法律会在宪報上公布后才正式生效。
儘管國會的議員在自由的議事過程通常擁有司法豁免權，依據《煽動法令》，憲法中关于原住民保護的原則是不得受到质疑的，例如憲法第153條。